# 정무차관 (영국)
정무차관(政務 次官, 영어: Parliamentary Under-Secretary of State)은 영국 정부의 세 단계의 각료 중에서 가장 낮은 직책이며, 장관(Secretary of State)과 부장관(Minister of State)의 하위인 직책이다. 영국에서 외로움담당 장관이 바로 정무차관에 속한다. 
이 직책은 각 부의 최고위 공무원(civil servant)인 사무 차관(Permanent Under-Secretary of State)과 혼동되지 않아야 한다.

## 같이 보기
- 차관 (관직)